# 蝙蝠毛刺蟹
蝙蝠毛刺蟹（学名：Pilumnus vespertilio）为毛刺蟹科毛刺蟹属的动物，舊屬扇蟹科。分布于日本、夏威夷、澳大利亚、泰国、新加坡、印度洋、红海、非洲东岸及南岸以及中国大陆的西沙群岛、海南岛等地，生活环境为海水，多栖息于沿岸带的石块下石缝中或珊瑚礁的浅水中。
全身背面密覆著長短不等的土棕色剛毛，分布在頭胸甲邊緣及步足表面的剛毛較長。額分兩葉，前緣下傾。前側緣在外眼窩角之後具三齒，以末齒最尖銳。螯足不等大，掌部內、外側面下半部及腹面光滑無毛，具珠狀顆粒。螯足指節黑色至棕黑色，掌部光裸部分白色。